# Affaire Glico-Morinaga

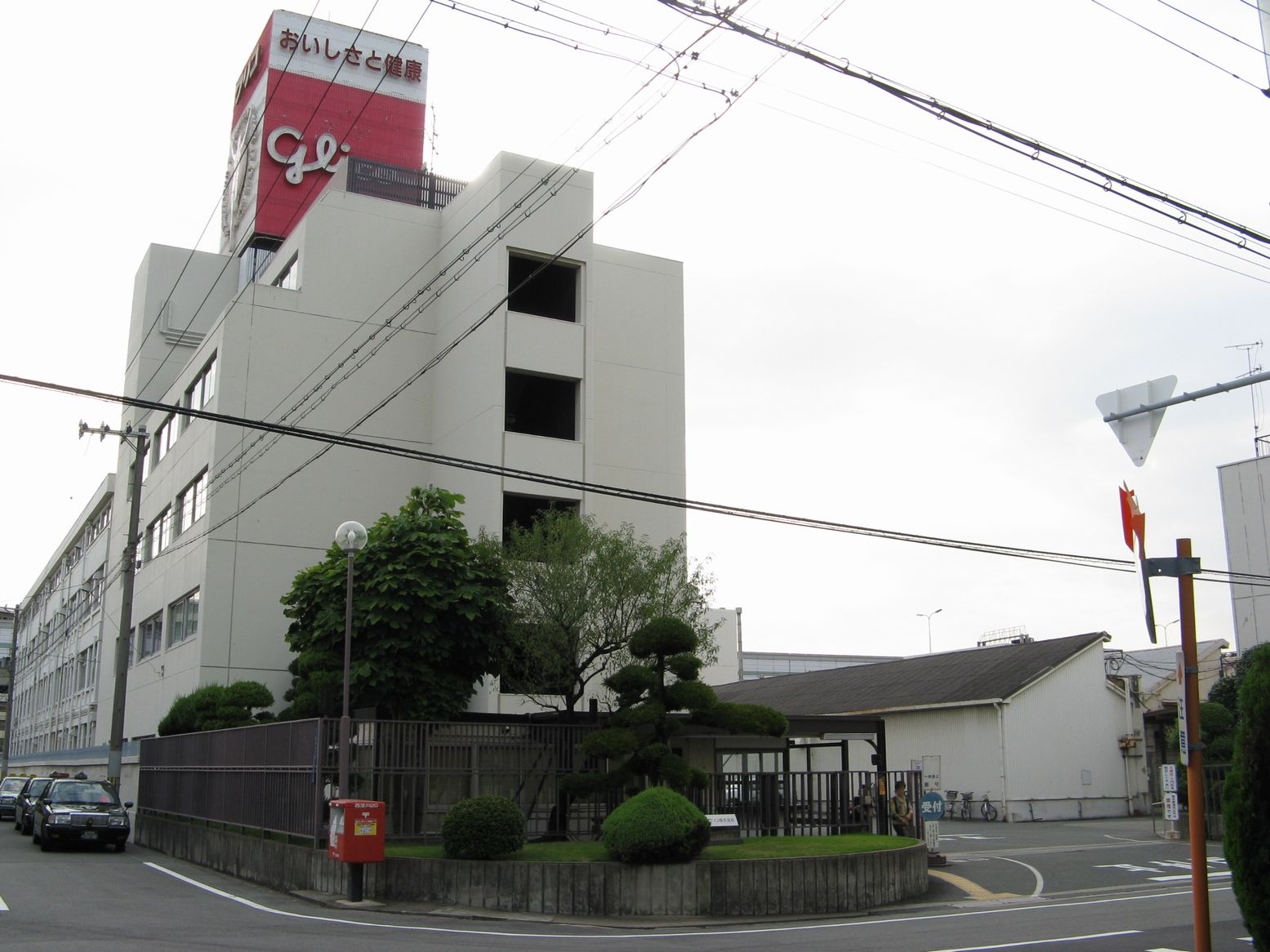
Siège du confiseur Ezaki Glico.

L'affaire Glico-Morinaga (グリコ・森永事件, Guriko, Morinaga jiken), aussi connue sous sa désignation officielle « dossier métropolitain 114 » (警察庁広域重要指定第114号事件, Keisatsuchō kōiki jūyō shitei dai-hyakujūyongō jiken), est une célèbre extorsion de fonds qui se déroula au Japon dans les années 1980, d'abord en direction des confiseries Ezaki Glico et Morinaga, et reste encore aujourd'hui non résolue.
Les faits dans leur ensemble se déroulent sur 17 mois allant de l'enlèvement initial du président de Glico jusqu'au dernier message connu du suspect principal, une personne ou un groupe connue seulement sous le nom de « monstre aux 21 visages ». L'affaire attise l'imagination du public japonais et de nombreux intellectuels parlent de cet événement comme un fait capital dans la société japonaise, lors duquel s'est envolée l'image d'un Japon sûr et sans criminalité.

## L'enlèvement
Le 18 mars 1984 à 21h00, deux hommes masqués portant des casquettes et armés de pistolets et de fusils font irruption au domicile de Katsuhisa Ezaki, le président de Glico. Avant d'entrer dans la maison, ils s'étaient d'abord introduit chez la mère d'Ezaki, qui habite dans le voisinage, l'avaient ligotée, et volé la clé de la maison de Katsuhisa Ezaki. L'utilisant pour entrer chez lui, ils ligotent la femme et la fille d'Ezaki. Croyant avoir affaire à de simples cambrioleurs, la femme tente de négocier avec eux en leur proposant de l'argent en échange de leur libération, mais ils refusent. Les deux hommes coupent la ligne du téléphone et défoncent la porte de la salle de bain où se cachent Ezaki et ses deux autres enfants. Il panique et appelle à l'aide mais les hommes menacent de le tuer s'il ne se calme pas. Ils emmènent Ezaki et le retiennent captif dans un entrepôt.
Le lendemain, au matin, ils contactent le directeur de l'entreprise à Takatsuki et exigent une rançon d'un milliard de yens et 100 kg d'or en lingots. Cependant, trois jours plus tard, le 21 mars, Ezaki parvient à s'échapper de l'entrepôt situé à Ibaraki dans la préfecture d'Osaka.
L'irruption au domicile pour un enlèvement est un crime qui était inconnu dans le Japon d'après-guerre et était considéré comme choquant pour beaucoup.

## Glico, victime de chantage
Les demandes d'extorsion de fonds contre Glico ne prennent pas fin avec la fuite d'Ezaki. Le 10 avril, des véhicules garés sur le parking d'une usine d'essai de Glico sont incendiés. Ensuite, le 16 avril, un récipient contenant de l'acide chlorhydrique et une lettre de menace contre Glico sont trouvés à Ibaraki.
Le 10 mai, Glico commence à recevoir des lettres d'une personne ou d'un groupe se nommant le « monstre aux 21 visages » (かい人21面相, kaijin nijūichi mensō), d'après une antagoniste des romans policiers d'Edogawa Ranpo et qui peut aussi être traduit par l'« homme mystère aux 21 visages » ou le « fantômes aux 21 visages ». Le monstre prétend avoir empoisonné des confiseries du groupe avec du cyanure de potassium. Après que les produits Glico aient été retirés de la vente, ce qui mène à une perte de 21 millions de dollars et le licenciement de 450 employés à temps partiel, le monstre aux 21 visages menace d'empoisonner les produits dans les magasins. Par la suite, un homme portant une casquette de baseball des Yomiuri Giants est filmé par une caméra de surveillance dans une boutique en train de placer du chocolat Glico sur une étagère. Cet homme est considéré comme étant derrière le monstre aux 21 visages. Une image tirée de la vidéo de surveillance a été rendue publique après l'incident.
Ensuite, le monstre aux 21 visages envoie des lettres aux médias, se moquant des efforts de la police pour capturer le(s) coupable(s) derrière la peur. Ce qui suit est un extrait d'une de ces lettres, écrit en hiragana avec un dialecte d'Osaka : « Chers policiers stupides. Ne mentez pas. Tous les crimes commencent avec un mensonge, comme nous disons au Japon. Ne le savez-vous pas ? ». Une autre lettre moqueuse est envoyée au commissariat de Koshien : « Pourquoi ne pas le garder pour vous ? Vous semblez être perdus. Alors pourquoi ne pas nous laisser vous aider ? Nous vous donnerons une piste. Nous sommes entrés dans l'usine par la porte principale. La machine à écrire que nous avons utilisé est le PAN-writer. Le récipient en plastique que nous avons utilisé est un déchet trouvé dans la rue. Monstre aux 21 visages. »
Par la suite, le monstre arrête de contacter Glico et, le 16 juin, il envoie une lettre pour dire avoir pardonné à Glico, et arrête de harceler l'entreprise. Par contre, il commence à cibler Morinaga, une autre entreprise de bonbons, et les entreprises alimentaires Marudai Ham et House Foods Corporation, avec des campagnes criminelles similaires, sous le même nom.
En octobre 1984, une lettre adressée aux « Mamans de la Nation », et signée par le Monstre aux 21 visages, est envoyée aux agences de presse d'Osaka avec un avertissement similaire à celles envoyées à Glico. Il déclare que vingt paquets de bonbons Morinaga sont empoisonnés avec du cyanure de sodium, mortel. Après avoir reçu cette lettre, la police inspecte les magasins de Tōkyō à l'ouest du Japon, et trouve plus d'une douzaine de paquets empoisonnés de Choco Balls et Angel Pie, avant que personne n'en consomme. Ces paquets sont étiquetés avec des messages tels que : « Danger : contient des toxines ». D'autres paquets de bonbons trafiqués sont retrouvés en février 1985, pour un total de 21 produits létaux.

## L'homme aux yeux de renard
Le 28 juin 1984, deux jours après que le Monstre eut accepté d'arrêter de harceler Marudai Ham en échange de 50 millions de yen, la police parvient presque à capturer le chef de bande suspecté. Un enquêteur déguisé en employé de Marudai suit les instructions du Monstre pour l'échange. En prenant le train pour aller au lieu de l'échange, il note qu'un homme suspect le regarde. Il est décrit comme un homme grand et musclé, portant des lunettes de soleil, avec des cheveux courts à permanente. Il dit aussi que l'homme avait « des yeux comme ceux d'un renard ». Les enquêteurs le suivent de train en train, mais l'homme aux yeux de renard (キツネ目の男, kitsune-me no otoko) arrive à les semer.

## L'incident de la préfecture de Shiga
La police a une seconde chance de capturer l'« homme aux yeux de renard » le 14 novembre 1984, quand le groupe « Monstre » tente d'extorquer 100 millions de yen à la House Foods Corporation lors d'un autre échange secret. Sur une aire de l'autoroute Meishin, près d'Otsu, des policiers aperçoivent l'individu, portant une casquette de golf et des lunettes de soleil, mais il parvient de nouveau à les semer. La camionnette chargée de livrer l'argent continue sa route vers l'endroit où l'argent doit être déposé dans une boîte recouverte d'un morceau de tissu blanc. Mais au point de rendez-vous, le tissu est présent mais pas la boîte. L'équipe reçoit alors l'ordre de rentrer pensant qu'il s'agit d'une évaluation du « Monstre » de la réponse policière.
Cependant, une heure plus tôt, une voiture de police patrouillant dans la préfecture de Shiga avait repéré un véhicule avec le moteur allumé mais les phares éteints et garé à moins de 50 m d'un drap blanc suspendu à une clôture. Ignorant l'histoire de la rançon, le policier interpelle le conducteur et braque sa lampe torche sur lui, révélant un homme aux joues minces dans la quarantaine, portant une casquette de golf recouvrant ses yeux et, plus suspect, un récepteur sans fil avec casque. Surpris par les policiers, le chauffeur démarra son véhicule et réussit à semer la police.
La voiture suspecte est plus tard retrouvée abandonnée près de la gare de Kusatsu et il est découvert qu'elle avait été volée auparavant à Nagaokakyo dans la préfecture de Kyoto. À l'intérieur se trouve un émetteur-récepteur qui avait servi à communiquer avec la police de six préfectures. Il est aussi découvert un aspirateur, mais aucune preuve pouvant relier le véhicule au groupe « Monstre ».
Après les tentatives d’extorsion contre House Foods, le « Monstre » se tourne vers l'entreprise Fujiya en décembre 1984. En janvier 1985, la police publie le portrait-robot de l'« homme aux yeux de renard ». En août 1985, incapable de capturer le suspect, le commissaire de police Yamamoto de la préfecture de Shiga se suicide par auto-immolation.

## Le dernier message et la suite de l'affaire
Cinq jours après le suicide du commissaire Yamamoto, le 12 août, le Monstre envoie son dernier message aux médias :

« Yamamoto de la police de la préfecture de Shiga est mort. C'est stupide ! Nous n'avons pas d'amis ou de cachette à Shiga. C'est Yoshino ou Shikata qui auraient dû mourir. Qu'est-ce qu'ils ont fait pendant un an et cinq mois ? Ne laissez pas les méchants comme nous s'en sortir impunément. Il y a beaucoup d'idiots qui veulent nous copier. Le sans-carrière Yamamoto est mort en homme. Donc nous avons décidé de donner nos condoléances. Nous avons décidé d'arrêter de torturer les entreprises alimentaires. Si quelqu'un fait chanter une entreprise alimentaire, ce ne sera pas nous mais quelqu'un qui nous copie. Nous sommes les méchants. Ça veut dire que nous avons d'autres choses à faire que d'intimider des entreprises. Il est amusant de mener une vie de méchant.

Monstre aux 21 visages. »

Après cette lettre, aucun nouveau message n'est reçu du Monstre aux 21 visages. La prescription pour l'enlèvement de Katsuhisa Ezaki, le président de Glico, a été atteinte en juin 1995, et celle pour les tentatives d'empoisonnement en février 2000.
En 2002, le personnage de l'« Homme qui rit » de l'anime Ghost in the Shell: Stand Alone Complex est inspiré par l'affaire Glico-Morinaga.

## Principaux suspects
À la suite de la publication du portrait-robot en janvier 1985, le Département de la Police Métropolitaine de Tokyo identifie rapidement comme suspect Manabu Miyazaki (en). Surnommé Mr.« M » ou Témoin matériel « M », Miyazaki est suspecté d'être à l'origine d'un enregistrement de 1976 où une personne déclare son soutien à un syndicat local en lutte contre Glico et qui comporte de similitudes avec les nombreuses déclarations du « Monstre aux 21 visages ». Il y eut beaucoup de dénonciations d'incidents en 1975 et 1976 qui ont également été attribuées à Miyazaki, et qui accusaient Glico de jeter ses déchets industriels dans les rivières et les canaux. Miyzaki est également suspecté d'être impliqué dans la démission d'un dirigeant syndical après la révélation des irrégularités comptables quand Glico Ham et Glico Nutritional Foods ont fusionné. De plus, son père est le chef d'un groupe de Yakuza local et Miyazaki lui-même présente une forte ressemblance avec l'« homme aux yeux de renard ». Mais après vérification de ses alibis, il fut complètement disculpé. Miyazaki écrivit plus tard un livre sur cet événement intitulé Toppamono.
De plus, la commission nationale de sécurité publique a enquêté sur des groupes d'extrême-gauche et d'extrême-droite comme possibles suspects.
En 2000, il y eut des rumeurs dans les médias japonais affirmant que des Nord-Coréens étaient impliqués dans l'affaire Glico-Morinaga.

## Dans la fiction
Dans le manga Inspecteur Kurokôchi, l'affaire Glico-Morinaga est citée comme l'un des incidents criminels dans lequel le gouvernement est impliqué et qui ne peut ainsi pas être résolu car cela ébranlerait la crédibilité du pouvoir étatique.